# Майя Тірума
Майя Тірума (латис. Maija Tīruma; 28 листопада 1983, Рига) — латвійська саночниця, яка виступає в санному спорті на професіональному рівні з 2002 року. В національній команді учасник зимових Олімпійських ігор в 2002 (18 місце), 2006 (17 місце) і 2010 році в одиночних змаганнях й стала дев'ятою в табелі рангів. Також починає здобувати успіхи на світових форумах саночників, починаючи з 2008 року входить в десятку найкращих саночниць світу.